# Gissur Þorvaldsson
Gissur Þorvaldsson (1208 – 12 gennaio 1268) è stato un goði islandese del clan degli Haukdælir.
Suo bisnonno era Jón Loftsson.
Gissur giocò un ruolo importante nel periodo di guerra civile noto oggi come Sturlungaöld (che in islandese significa Epoca degli Sturlungar: egli combatté a fianco di Kolbeinn il Giovane contro le forze guidate da Sturla Sighvatsson del clan degli Sturlungar nella Battaglia di Örlygsstaðir nel 1238, e guidò il manipolo di uomini che uccisero lo scrittore di saghe Snorri Sturluson nel 1241, su ordine del re norvegese Haakon IV. Nel 1258 fu nominato jarl d'Islanda per il suo fedele servizio per conto del re; mantenne il titolo fino alla morte.
Gissur lavorò attivamente per promuovere il Gamli sáttmáli ("Vecchio Patto" in islandese), un accordo che assoggettò l'Islanda alla corona norvegese nel 1264. L'accordo è stato per questo chiamato talvolta il "Patto di Gissur", o Gissurarsáttmáli.
| Controllo di autorità | VIAF (EN) 294149066538265601245 |